# Il fantasma dell'Opera (musical 2004)
Il Fantasma dell'Opera è uno spettacolo musicale ideato nel 2004 da Enzo Sanny e diretto e coreografato da André De La Roche, tratto dall'omonimo romanzo di Gaston Leroux.
Lo spettacolo, prodotto e scritto da Sanny, utilizza brani di autori classici (inclusi Verdi, Mozart, Gounod e Offenbach) alternati a musiche originali scritte appositamente per lo spettacolo, limitando i momenti parlati a favore del canto e delle sequenze di ballo, seguendo uno stile più affine all'operetta leggera e al balletto che al musical anglosassone.
Il libretto presenta diverse affinità con le più celebri versioni di Lloyd Webber e Ken Hill (con il secondo, in particolare, presenta diverse analogie nella partitura), mentre la regia di De La Roche risulta abbastanza autonoma e svincolata dalle precedenti versioni (malgrado il look del Fantasma citi alla lettera lo spettacolo di Lloyd Webber).
Lo spettacolo è andato in diverse scena città italiane durante la stagione 2005-06 con protagonisti Giorgio Carli (Erik), Alexandra Alisè (Christine) e Simone Sibillano (Raoul), ottenendo un discreto successo di pubblico.
Al momento non risultano in calendario nuove edizioni.